# Viola d'arc
La viola d'arc o viola de gamba és qualsevol dels instruments d'una família d'instruments de corda fregada amb trasts desenvolupats al segle XV i que van ser molt utilitzats –tant en qualitat d'instruments melòdics com polifònics al Renaixement –sobretot formant part de conjunts, a voltes només integrats per violes de gamba, a voltes amb altres instruments i veus- i al Barroc, època en què va destacar especialment com a instrument solista i com a integrant del baix continu. El seu ús va decaure a les darreres dècades del segle xviii. Originàriament, aquesta família prové de la Viola de mà espanyola, també amb influències –tot i que potser només en la postura amb què es toca- del rabab àrab.
L'intèrpret que la toca es coneix amb el nom de 'gambista'.

## Nom

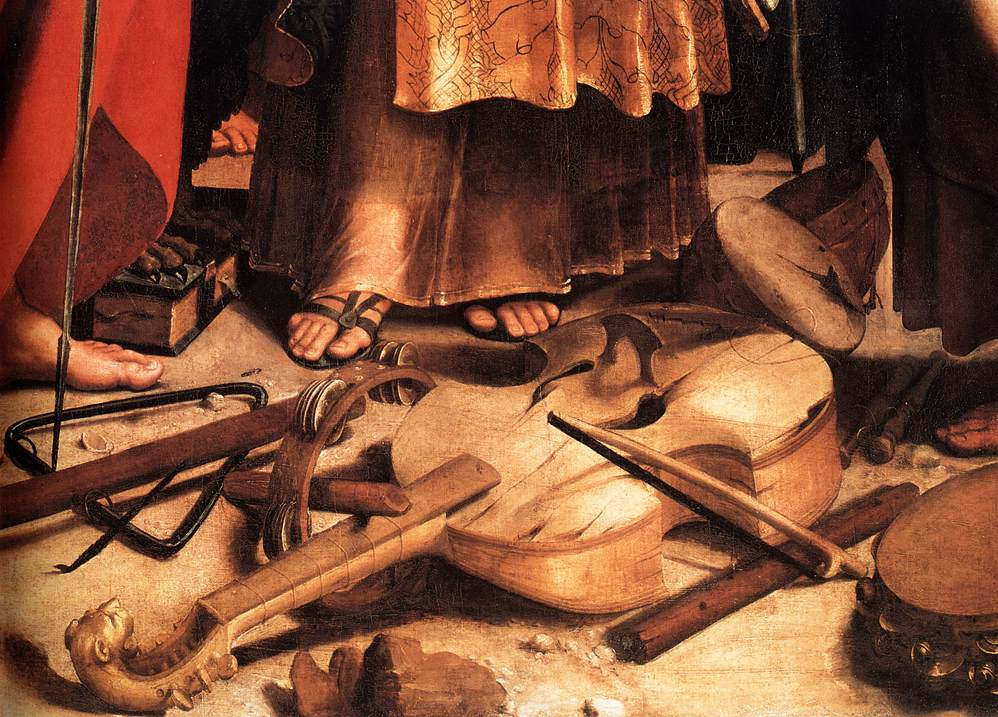
Viola d'arc tenor italiana en el quadre Santa Cecília de Rafael Sanzio, c. 1510

Malgrat que d'ençà de la seva recuperació ara fa algunes dècades, la tendència havia estat a denominar-la com a viola de gamba, recentment s'està imposant més aviat la denominació de viola d'arc que té antecedents i referents clars històrics més clars i autòctons que no pas la denominació de procedència italiana.
Aquesta, (viola de gamba) significa "viola de cama", en oposició a la viola convencional anomenada "da braccio" i que deriva de la forma de subjectar-la l'instrumentista entre les cames. L'instrument –o més aviat tota la família d'instruments ha tingut altres denominacions en altres llengües. Així, en francès s'anomena "viole", en anglès "viol", en alemany "Gambe"; en castellà antic es troba també la denominació de "vihuela de arco" (Cerone, 1613), "vigüela de arco" (Covarrubias, 1611) o "violón" (Ortiz, 1553) per als membres greus de la família.

## Estructura

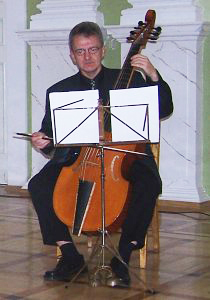
En aquesta foto es pot veure la forma correcta de sostenir i tocar l'instrument, en aquest cas un baix de viola de set cordes.

Tot i que hi ha una gran varietat de models històrics de viola d'arc, és fàcil assenyalar una sèrie de característiques constructives típiques que solen coincidir en la immensa majoria de models:
- El batedor és corbat i té set trasts que no estan fixats al mànec, sinó que consisteixen en llaçades de tripa estacades al voltant del mànec i que, per tant, es poden desplaçar, igual que en el cas del llaüt i de la vihuela per modificar-ne el tipus d'afinació.
- Claviller tallat amb motius figuratius, normalment un cap humà o d'un animal.
- La caixa de ressonància,formada pels riscles i tapes inferior i superior,é les espatlles caigudes i el fons pla, amb inclinació cap a la zona del mànec.
- Afinació majoritàriament per quartes, amb una tercera intercalada, semblant a la del llaüt i de la viola de mà i que també té relació amb la de la guitarra moderna.
- Taula o tapa harmònica tallada.
- Entre cinc i set cordes de tripa, les més greus entorxades amb metall.
- Escotadures pronunciades.
- Arquet –que se subjecta lluny de la nou i prop del punt d'equilibri, tal com succeïa amb la resta d'instruments- generalment en forma convexa igual que els arcs de la família del violí en aquells moments, a diferència dels arcs moderns de curvatura còncava. L'arc s'agafa amb el palmell de la mà mirant cap amunt, i amb algun dit en contacte directe amb les cerres, la qual cosa permet de modificar-ne a voluntat la tensió per obtenir l'articulació i les inflexions interpretatives desitjades. Aquesta tècnica és similar a la que s'observa sovint en instruments folklòrics de corda fregada. Igualment acostumen a coincidir alguns elements a l'hora de fer-lo sonar:
- Els forats frontals de ressonància a la tapa harmònica en forma de C.
- L'instrument se subjecta entre les cames, sigui quina sigui la seva mida, amb l'única excepció dels més grans i greus que es recolzen directament a terra. Es disposa verticalment, amb una lleugera inclinació cap a l'esquerra del músic.

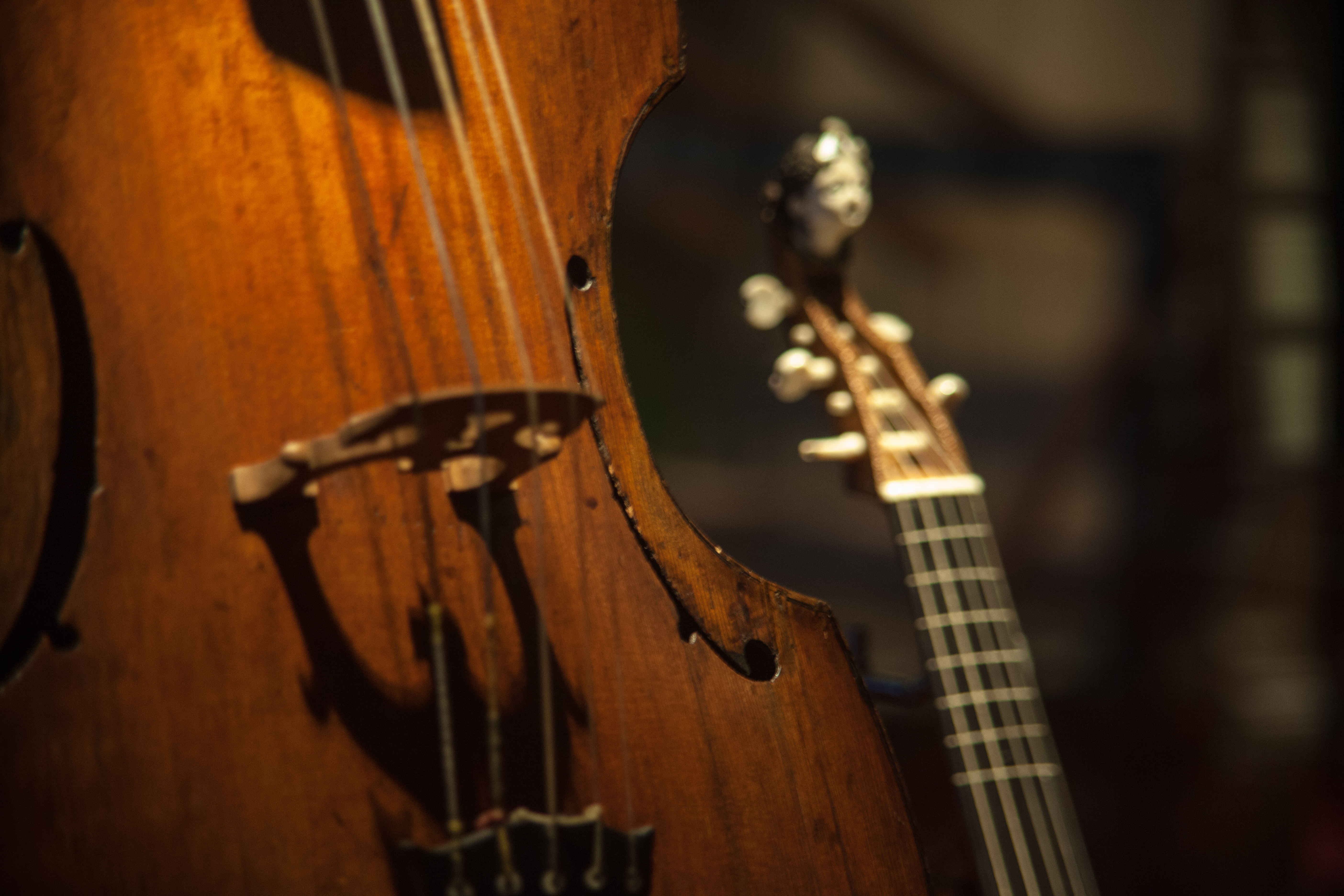
Viola d'arc baixa, 1694, de Joachim Tielke, viola d'arc tible (par-dessus viola), 1745, de Pierre Larcher, al Museu de la Música de Barcelona

- Pont corbat.

## Tipus i afinacions

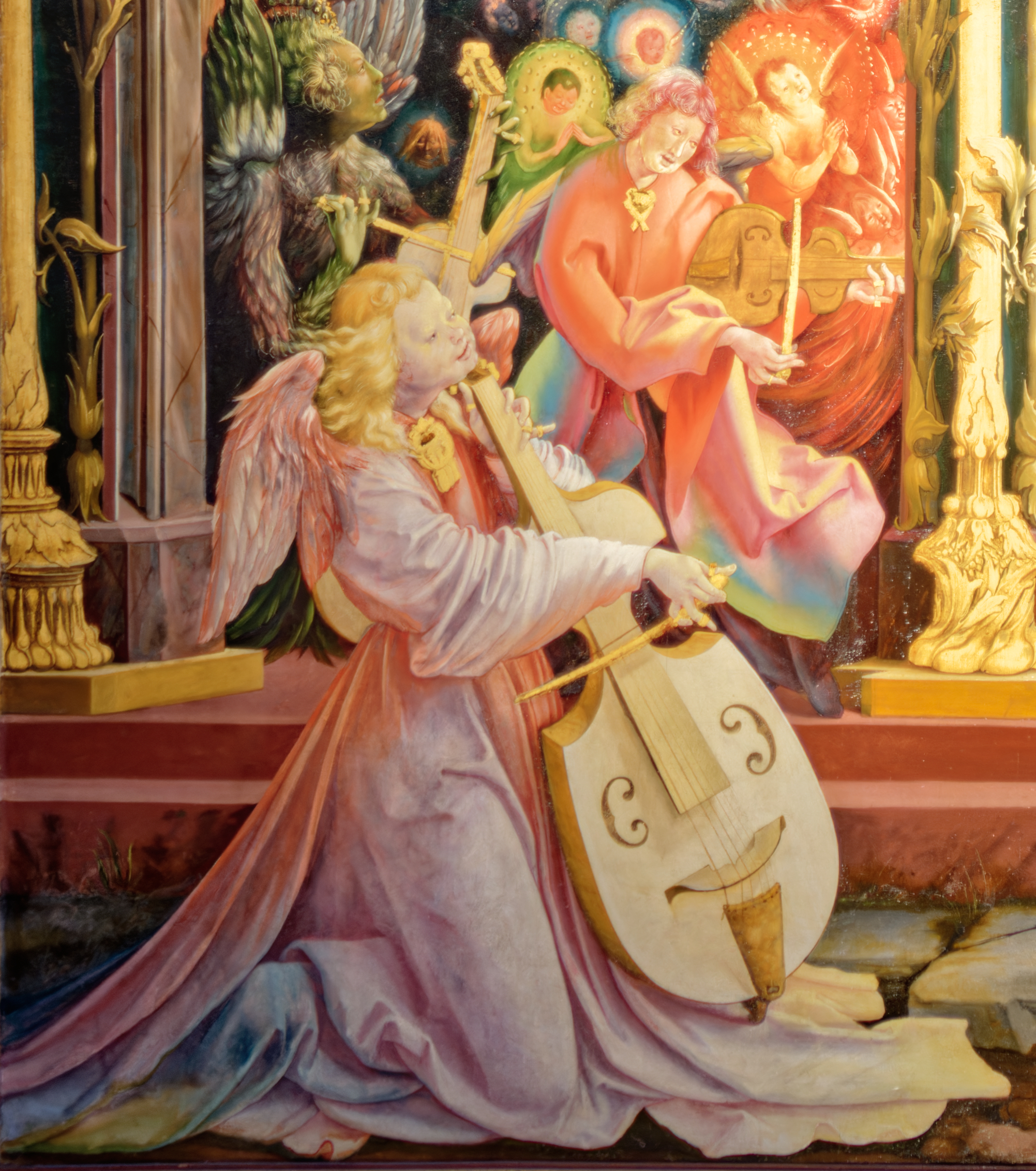
Un concert d'àngels a la segona taula del retaule de l'altar d'Issenheim (Alemanya), obra de Matthias Grünewald (ca. 1506–1515). En primer terme, un àngel tocant la viola d'arc. És interessant la tècnica de l'arc que s'hi representa. Al fons un altre àngel toca una viola da braccio.

Pel que fa a les mides i, en conseqüència, a les tessitures, la viola d'arc constitueix una gran família, amb un nombre de membres considerable i variable segons les èpoques. Les talles més emprades foren –i són- la soprano, la tenor i –més que totes les altres- la baixa, però no són pas les úniques. Des de la més petita a la més gran hi ha: 
- El "quinton" francès, amb una afinació mixta entre el violí i el "pardessus de viole", igualment francès: sol-re'-la'-re"-sol".
- El "pardessus de viole", afinat sol-do'-fa'-la'-re"-sol". És una petita viola afinada a l'octava superior que la viola tenor; a vegades només tenia cinc cordes (sol, ré, la, ré, sol).[3]
- La viola soprano, afinada re-sol-do'-mi'-la'-re".
- La viola contralt o alto, molt poc utilitzada, i que té la següent afinació: La-re-sol-si-mi'-la'.
- La viola tenor, amb una afinació del tot idèntica a la més habitual del llaüt renaixentista en sol: Sol-do-fa-la-re'-sol'.
- La "lyra viol", un model anglès del segle xvii, d'una mida una mica més gran que la viola tenor i a la qual s'aplicaven afinacions diverses per tal de poder-hi interpretar música de tablatura.
- La "division viol", que també és un model anglès, que fou descrit, entre d'altres, per Christopher Simpson (Simpson, 1659). Té una afinació semblant al baix de viola, però és d'una mida més petita, cosa que la fa més apropiada per a papers solistes.
- La viola bastarda, una denominació italiana que podria identificar-se amb la "division viol".
- La viola baixa, o baix de viola, afinada Re-Sol-do-mi-la-re'. És, amb diferència, el model més emprat de tota la família, des de Diego Ortiz (segle xvi) fins a Karl Friedrich Abel (segle xviii). Avui en dia és el model principal en l'ensenyament de l'instrument. Sainte-Colombe, al segle xvii imposà a França una variant d'aquest instrument amb set CORDES, bo i afegint-n'hi una de més greu (La). A la regió aguda, la seva extensió sol arribar fins al re".
- El violó en sol, afinat sol,-do-fa-la-re-sol. Els francesos l'anomenaven gran baix de viola.
- El violó en re, afinat Re,-sol,-do-mi-la-re. Els francesos l'anomenaven contrabaix de viola.

De totes maneres, la scordatura o modificació de l'afinació habitual d'alguna de les cordes era freqüent –tal com passava amb el violí- sobretot en els estils interpretatius solistes, per exemple en el cas de la ‘lyra viol' que també posava en joc altres tècniques com els acords o el pizzicato.
Quadre amb les afinacions més freqüents dels models més usuals de viola d'arc
| Instrument         | Afinació           |
| ------------------ | ------------------ |
| Pardessus de viole | Pardessus de viole |
| Viola soprano      | Viola soprano      |
| Viola contralt     | Viola contralt     |
| Viola tenor        | Viola tenor        |
| Baix de viola      | Baix de viola      |
| Violó en sol       | Violó en sol       |
| Violó en re        | Violó en re        |

De totes maneres, i tenint en compte que sobretot al llarg dels segles xvi i xvii les formes constructives i les característiques generals dels instruments no estaven normativitzades com ho estan avui en dia, en tot moment hi va haver un gran nombre d'afinacions alternatives que es troben recollides en nombrosos tractats. Així, per exemple, a la França del segle xvi, les violes d'arc solien tocar-se en conjunts formats per instruments de cinc cordes que s'afinaven totalment per quartes, tal com succeeix amb molts violons posteriors, i com encara es pot observar actualment en el contrabaix. En general, les afinacions variaven segons es tractés d'un instrument solista o per a la música de conjunt.
Des de finals de la dècada de 1980 nombrosos constructors d'instruments –incloent a Eric Jensen, Francois Danger, Jan Goorissen i Jonathan Wilson- han experimentat amb la construcció de violes d'arc elèctriques amb diferents tipus d'aproximacions, des d'electrificacions mínimes fins a violes de cos massís, amb diferents tipus d'ergonomia, i amb diferents graus d'èxit.
Al segle xxi, la casa Ruby Instruments, d'Arnhem, als Països Baixos, ha desenvolupat la Ruby Gamba, una viola d'arc elèctrica, de cos massís amb set cordes. Té 21 trasts de nylon lligats i ajustables, com a les violes tradicionals, i té un àmbit practicable de més de sis octaves. Alguns gambistes que han adoptat instruments elèctrics són Gilles Zimmermann, Loren Ludwig, Jay Elfenbein, Paolo Pandolfo, Tina Chancey i Tony Overwater.

## Història

### Orígens: de la Corona d'Aragó a Itàlia

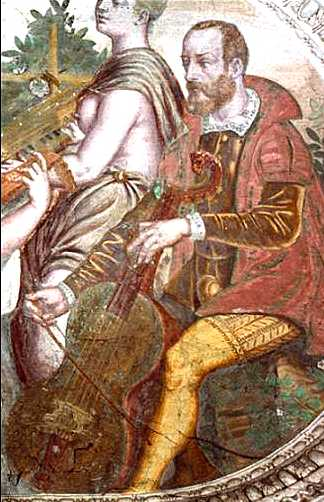
Detall d'un fresc pintat per l'italià Lattanzio Gambara ca.1560, on es pot veure una viola d'arc amb la caixa de ressonància en la forma que té habitualment la de la guitarra.

A la segona meitat del segle XV els violistes van començar a tocar els seus instruments (la viola de mà) dotats d'un pont pla –la forma habitual en els instruments de corda polsada- amb un arquet (Woodfield, 1984; Andrés, 1995). És molt probable que en aquest fet hi intervingués la pervivència de la pràctica d'instruments d'origen àrab com el rebab que es toquen amb arquet i recolzats a la falda, sobre les cames, i que s'havien continuat tocant en diferents zones de la península Ibèrica, i que havien de donar lloc a altres instruments com el rebec. En un lapse de temps de dues o tres dècades aquest nou costum havia portat al desenvolupament i evolució d'un instrument totalment nou que, malgrat tot, retenia moltes característiques de la vihuela que li havia donat origen. Aquesta transformació es donà en terres de la Corona d'Aragó i més concretament al Regne de València. La primera representació d'una viola d'arc de la qual es disposa, fou trobada a Xàtiva i data de 1475. El gambista i luthier barceloní Sergi Casademunt ha construït una viola d'arc inspirada en aquesta representació.
Pels seus trasts, el fet de tenir sis cordes, l'afinació per quartes amb una tercera al mig, aquest instruments deriva de la vihuela o viola de mà, o potser del llaüt, tot i que és més probable que l'origen sigui en el primer, atès que era més emprat en aquesta zona. Per això, la viola d'arc o viola de gamba pot ser considerada com una viola de mà amb arquet. Es toca inicialment sobre els genolls i posteriorment –sobretot en aparèixer models més grans i greus, entre les cames. D'aquí, també, que, tot i ser un instrument d'arc, mai no va perdre del tot la seva vocació d'instrument polifònic.
Quan, l'any 1492 el valencià Roderic de Borja va ser elegit papa i esdevingué Alexandre VI, s'hi emportà diversos instrumentistes valencians com ell per intervenir en les cerimònies religioses. La moderna viola d'arc va ser tot un èxit a Roma, i Isabel d'Este (marquesa consort de Màntua), enamorada de la "viole a la spagnola" en va encarregar unes quantes a un lutier de Brescia anomenat Giovanni Kerlino. Ben aviat apareix també formant part de la capella d'Isabel la Catòlica i vers el 1514 Rafael Sanzio la representa al seu quadre Èxtasi de Santa Cecília. Just quatre dècades després de la primera representació iconogràfica conservada ja s'havien desenvolupat models de diverses mides del nou instrument i començava la seva expansió per Itàlia, Espanya, Alemanya, França i Anglaterra. Sembla que el mateix Enric VIII d'Anglaterra el tocava, la qual cosa indica que la reialesa el considerà un instrument prou elevat i digne de ser tocat per ells.

### Renaixement

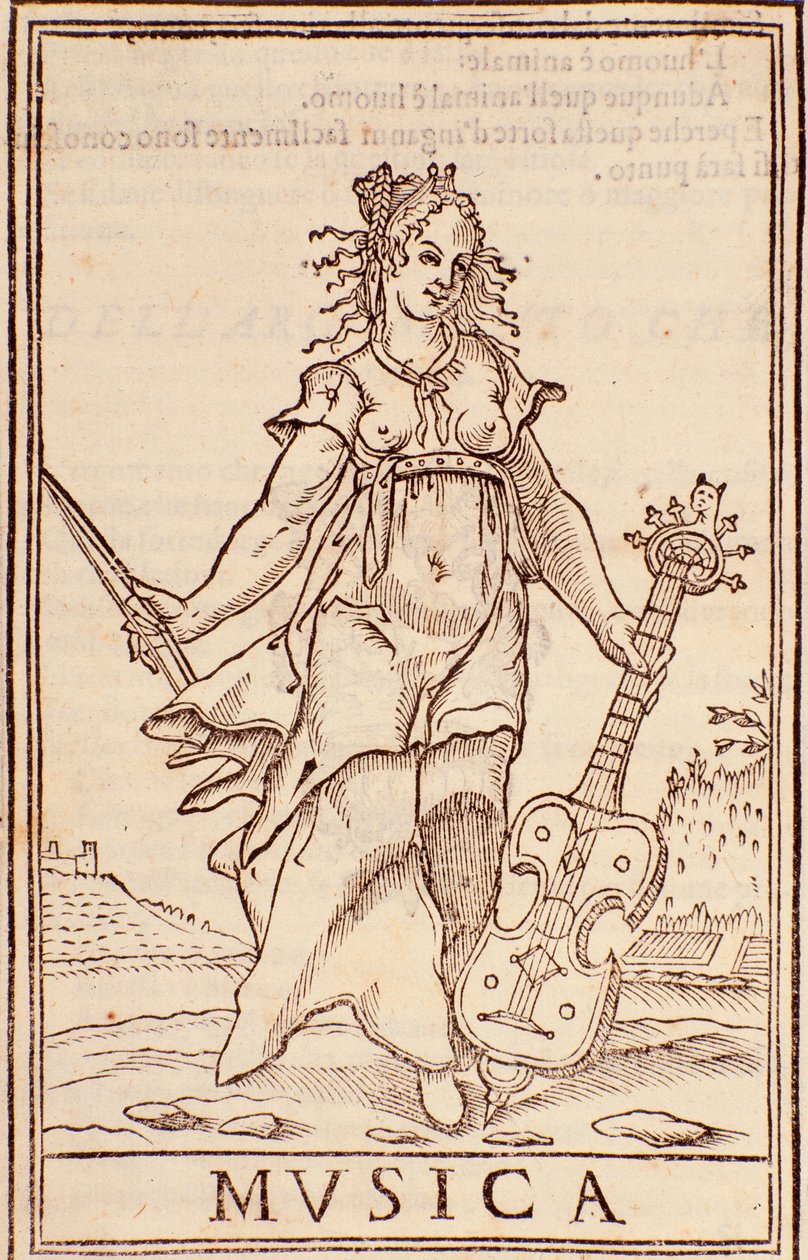
Xilografia del amb una viola d'arc amb sis cordes que reflecteix el seu origen en la viola de mà.

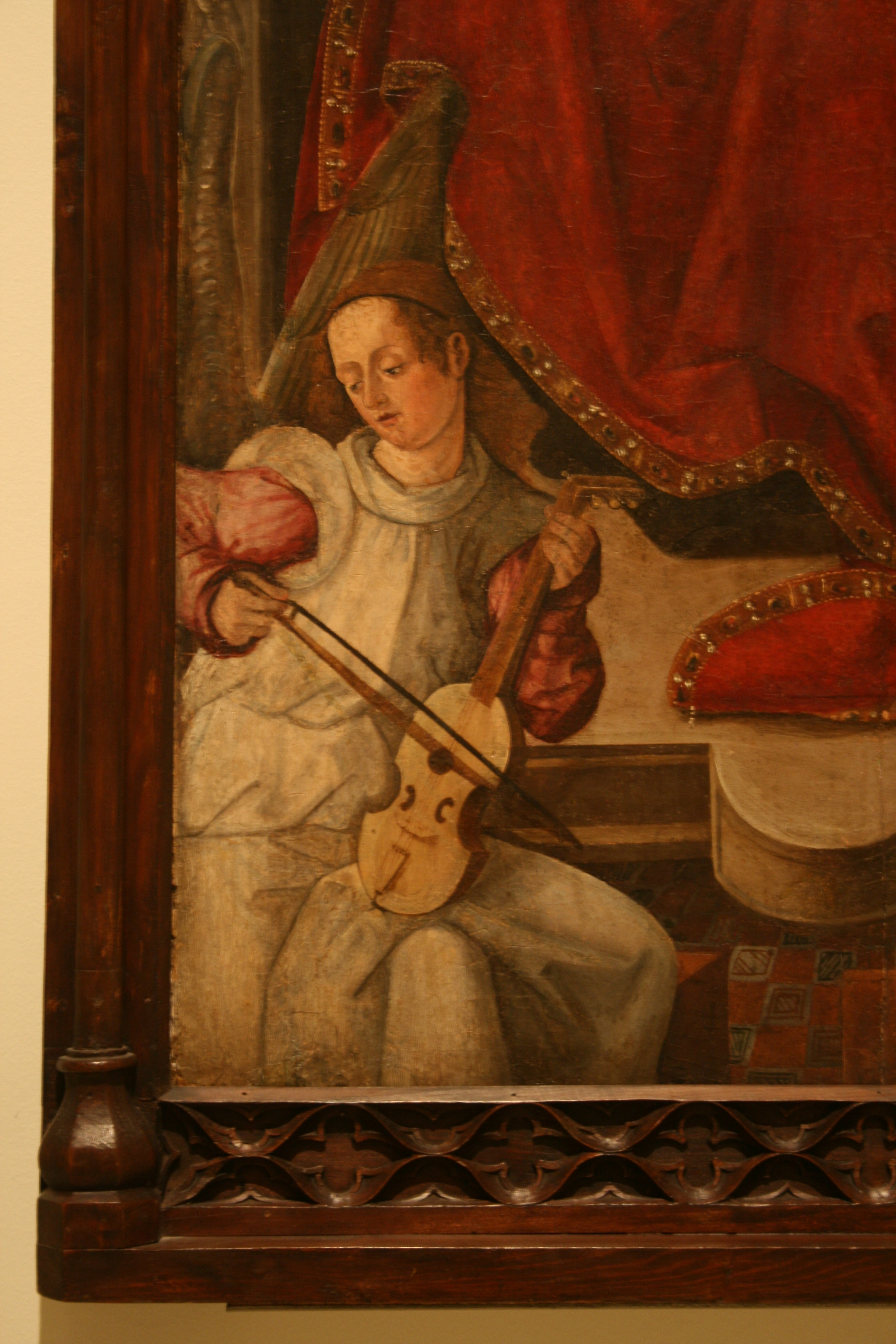
Viola d'arc en un retaule pintat (ca. 1500-1505) per Francesc d'Osona provinent del monestir de St. Jeroni de Cotalba (València). (Museu d'Art de Catalunya).

La viola sempre ha comptat amb cordes de tripa sotmeses a poca tensió, a diferència de la família dels violins que modernament ha adoptat les cordes metàl·liques. La tripa produeix un so molt diferent, en general descrit com a més suau i més dolç. Vers el 1660 hom va poder començar a disposar de cordes de tripa o de seda recobertes de coure que eren utilitzades com a cordes greus de les violes i de molts altres instruments. Tot i que el model més habitual de viola d'arc és de sis cordes, durant el segle xvi van abundar els models de cinc i fins i tot de quatre.
Els models inicials de viola d'arc comptaven amb un pont pla o gairebé pla, però des de ben aviat el pont es va fer cada vegada més corbat per tal de permetre de tocar separadament cada una de les cordes. També el batedor des de ben aviat va sofrir canvis: es va corbar cap als costats –amb relació a la curvatura del pont- i la part inferior es va elevar en respecte a la tapa harmònica cosa que permetia que aquesta pogués vibrar lliurement. Una altra de les modificacions primerenques fou l'aparició dels forats laterals, atès que aquests no existeixen en els instruments de corda polsada dels quals prové la viola d'arc; això es pot observar a la xilografia del segle xvi que figura més amunt. Abans que la disposició dels forats laterals en forma de C mirant cap enfora quedés fixada com a clàssica al segle xvii –cosa que va esdevenir cap a mitjan segle xvi-, hi va haver violes amb forats en forma d'efa –com a la família dels violins-, i en forma de S; fins i tot hi ha instruments amb quatre forats. En canvi, els constructors de violes d'Àustria i d'Alemanya van continuar construint els seus instruments amb la roseta central. La poca tensió de les cordes de la viola d'arc permetia aquesta característica.
Gairebé des del seu origen la viola d'arc va ser emprada en conjunts instrumentals –els anomenats consorts, tot sovint integrats exclusivament per violes de diferents mides i tessitures, a voltes en combinació amb altres instruments en el que els anglesos anomenaven broken consorts. Amb aquests conjunts s'interpretava música polifònica, ja fossin obres originals per a grups instrumentals, ja fossin obres vocals. Però des de ben aviat, alguns tractats com el de Diego Ortiz expliquen a bastament també el seu ús virtuosístic com a solista en la improvisació i en la disminució.
El repertori específic per a la viola, ja fos solista o en grup es va generar sobretot a les zones que se situaren a l'avantguarda en la construcció i la interpretació amb el nou instrument. L'edició, impressió i difusió d'aquests tractats –en una època en què la impremta musical era extremadament cara, contribuí enormement a la difusió de l'instrument.
D'Itàlia i més concretament de la ciutat de Brescia van sortir alguns dels instruments millors de l'època, avui en dia encara molt buscats pels intèrprets actuals. Destaquen Gasparo da Saló (1549-111609) i Giovanni Paolo Maggini (1580 – 1630). Però també dels tallers de luthier de Cremona, de Milà, de Venècia, de Màntua, de Bolonya, Florència, Roma o Nàpols van sortir esplèndides violes d'arc fins a la dècada de 1780.

### Barroc

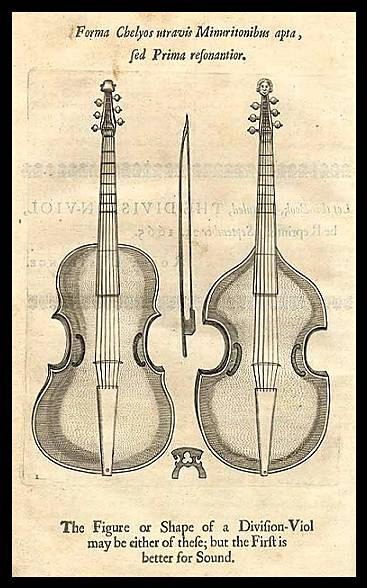
Violes d'arc del tipus division viol. Il·lustració del llibre The Division-Viol de Christopher Simpson (edició bilingüe de 1665)

Tant els historiadors, com els luthiers i els intèrprets distingeixen clarament entre les violes renaixentistes i les del barroc. Els instruments de l'època barroca tenen, en general una construcció més pesada i estan proveïts de barra harmònica i d'ànima com la resta dels moderns instruments de corda fregada.
D'Itàlia van continuar sortint preciosos instruments, especialment de mans dels grans luthiers de Cremona com Stradivari, Amati, Guarneri o Ruggieri (encara que la majoria d'ells siguin més coneguts pels seus violins.
A Anglaterra es va mantenir la producció de música per a consorts de violes, una tècnica originalment lligada a la polifonia renaixentista i que el Barroc va saber fer seva. En destaquen les fantasies de Henry Purcell. Però també van néixer nous gèneres com les variacions sobre un ground o baix per a division viol, gènere en el qual destaquen Simpson, Poole o Jenkins; i també les peces per a lyra viol on sobresurten Ferrabosco (fill), Tobias Hume, Sumarte o Corkine, repertori que sobretot es va difondre a través de manuscrits d'ús domèstic en tablatura.
Però probablement el gran repertori barroc per a la viola d'arc és el que es desenvolupa a França
La visita d'André Maugars a Anglaterra fou el fet històric que donà origen a l'escola francesa de música per a viola d'arc dels segles xvii i xviii, que hauria de portar l'instrument al seu punt de màxim desenvolupament en les composicions de Hotman, Jean de Sainte-Colombe (que és considerat l'introductor de la setena corda en el baix de viola), el seu deixeble Marin Marais i els Forqueray. El repertori francès habitualment s'organitzava en forma de suites per a baix de viola d'arc (de set cordes) i acompanyament de baix continu en el qual normalment participava un altre baix de viola de gamba, a més de clavecí. Les cotes més altes de prestigi per la seva musicalitat es troba en els cinc llibres de peces de Marais, mentre que el cim d'aquesta literatura, pel que fa a dificultat tècnica i riquesa de recursos rau en les peces de d'Antoine Forqueray que va publicar el seu fill Jean-Baptiste Antoine a París el 1747. El fet que la viola fos l'instrument predilecte del rei Lluís XIV va ser un altre factor important no sols de suport a la popularitat i al desenvolupament de l'instrument –quant a tècniques constructives i interpretatives, i a composició- sinó que va ser determinant perquè s'associés de manera definitiva a un status nobiliari, i que definitivament se'l considerés estendard de la cultura francesa, de manera semblant a com els violins ho eren de la cultura italiana.
També fou durant el segle xviii quan van treballar a Alemanya importants virtuosos de l'instrument com l'holandès Schenk o els membres de la família Abel. D'altra banda, autors de primera línia com Buxtehude, Johann Sebastian Bach o Telemann també van escriure literatura important per al baix de viola d'arc, especialment sonates i concerts. Bach va escriure per a Christian Ferdinand Abel les seves tres sonates per a viola d'arc i clavecí obligat, i també va emprar aquest instrument en diversos moments de les seves passions com a instrument obligat o solista. El fill de Christian Ferdinand Abel, Carl Friedrich Abel és considerat el darrer gran virtuós de l'instrument, recordat especialment per les seves improvisacions (recollides en els seus llibres de peces per a viola sola) en els seus concerts a Londres, la ciutat on s'instal·là, en uns moments en què l'instrument ja havia entrat en declivi al continent.

### Declivi

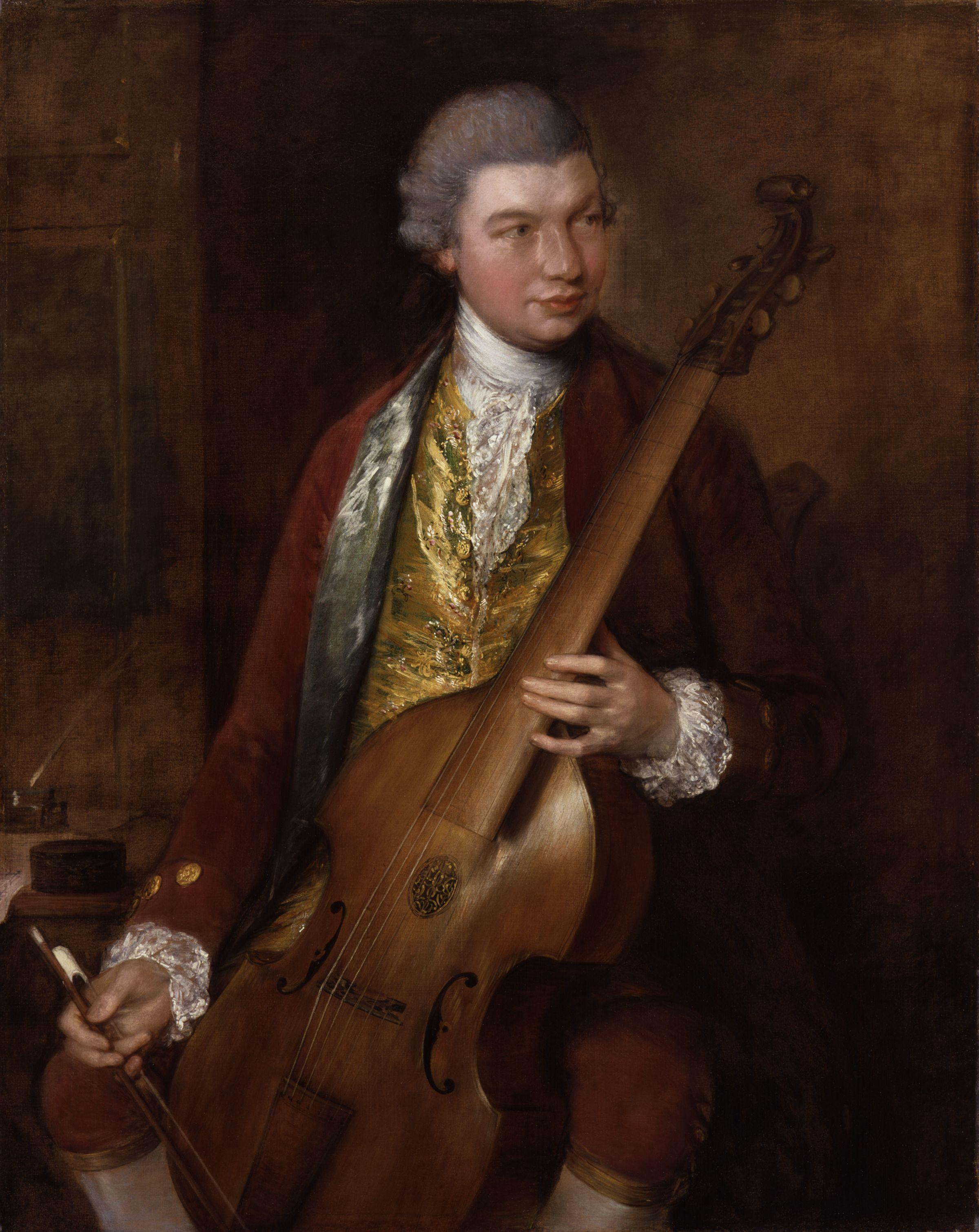
Retrat del compositor i virtuós de la viola d'arc Carl Friedrich Abel, d'origen alemany i que residí a Anglaterra la major part de la seva vida, amb la seva viola de gamba. Obra de Thomas Gainsborough, ca. 1765.

La viola d'arc va perdre la posició privilegiada que havia tingut al llarg de més de dos segles, sobretot al llarg de la segona meitat del segle xviii. Com que la funció que havia estat fent –les pròpies d'un instrument de corda fregada de tessitura greu- no desapareixien pas, sinó que es transformaren, el que es va donar fou realment una substitució: el violoncel va acabar ocupant el seu lloc (de manera semblant a com el piano ocupà el lloc del clavecí).
Diversos factors es va combinar per portar a terme aquest canvi. D'una banda, la música italiana, el gust italià, envaí tota l'escena musical europea, i amb ell el violoncel com a membre greu de la família dels violins, representants del gust italià enfront de les violes, representants del gust francès. De l'altra, la viola havia estat sempre un instrument vinculat a l'aristocràcia, i que havia rebut un fort impuls directament d'alguns membres de la casa reial francesa. La caiguda de la monarquia amb la Revolució Francesa (1789) caigueren també la majoria dels seus símbols i valors culturals. Finalment, i sobretot a les grans capitals europees, des de les darreres dècades del segle xviii la música, i en concret la celebració de concerts, cada vegada més s'anava concebent com una activitat econòmica, lucrativa; això va fer que els concerts se celebressin en sales cada vegada més grans que requerien un volum sonor cada vegada més gran; i la viola, que havia afavorit unes tècniques constructives i interpretatives que cercaven la suavitat i la dolçor, no estaven preparades per a aquesta nova demanda, mentre que sí que ho estava la família del violí.
Els pocs moviments d'una certa importància per mantenir la popularitat de la viola van sorgir, precisament, de França. Hubert Le Blanc, el 1740, publicava una "Defensa del baix de viola contra els embats del violí i les pretensions del violoncel". Per la seva banda, Michel Corrette, vers el 1780, va intentar la creació d'un instrument híbrid –sense trasts i amb cordes de metall- que anomenà viole d'Orphée.
Precisament en aquells moments de declivi fou quan emergí el baryton, una variant de la viola de gamba amb cordes de ressonància afegides per al qual Franz Joseph Haydn va escriure unes 175 composicions. Però aquest fet és un cas aïllat i que s'explica només pel fet que aquest era l'instrument que tocava el mecenes de Haydn.

### Recuperació

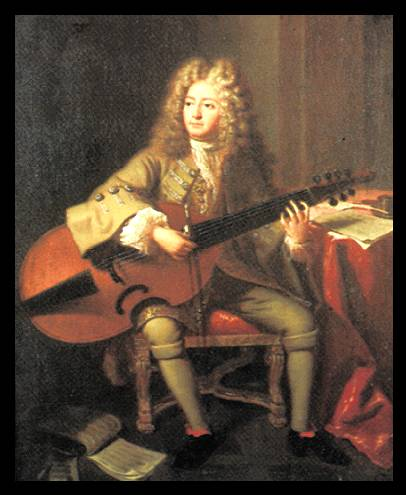
Retrat de Marin Marais compositor francès i virtuós de la viola d'arc, per Andre Bouys, 1704.

Els pioners en la recuperació de la viola de gamba o viola d'arc foren, sobretot la família Dolmetsch, i en concret Arnold Dolmetsch i August Wenzinger.
Però la veritable recuperació s'ha donat a partir de mitjan segle xx, en estreta vinculació al moviment denominat de la música antiga que ha representat la revalorització no sols d'uns repertoris antics –inicialment de la música barroca i per extensió, posteriorment, molts altres- sinó, sobretot, unes maneres d'interpretar-la que passen per la utilització dels instruments propis de l'època les pràctiques interpretatives corresponents que es recuperen a través de la lectura de tractats, iconografia, etc.
Això va fer que, inicialment, la recuperació de l'instrument estigués únicament lligada a la interpretació (i no pas a la composició). Entre els principals gambistes esmentem a Wieland Kuijken, membre d'una prestigiosa família de músics, a Jordi Savall, Guido Balestracci, Paolo Pandolfo, Jaap ter Linden, Vittorio Ghielmi, etc. Val a dir que si tradicionalment la majoria d'aquests gambistes havien arribat a la viola de gamba des de l'estudi del violoncel, cada vegada és més habitual que hom s'iniciï directament en l'estudi de la viola d'arc mercès a la proliferació d'escoles en què es pot estudiar aquest instrument. Per la seva banda, el cas de Paolo Pandolfo és excepcional en aquest panorama en tant que inicialment fou un reconegut contrabaixista de jazz.
Altres gambistes importants a Catalunya són Pere Ros i Vilanova, Sergi Casademunt (també constructor de violes), Clara Hernández, Maria Elena Medina.
A part dels intèrprets solistes, cal esmentar, igualment, nombrosos conjunts de violes que han assolit un prestigi notable en diferents països d'Europa i Nord-amèrica. Destaquen els grups Fretwork i Phantasm. El Baltimore Consort s'ha especialitzat en música anglesa del Renaixement i funciona més aviat com un ‘'broken consort. El grup Hespèrion XXI, que dirigeix Jordi Savall també inclou diversos tipus d'instruments, però el conjunt de violes d'arc hi té una centralitat clara.
Igualment la pràctica de l'instrument ha experimentat un increment notable. Han contribuït a això, les facilitats per estudiar-lo, tant a un nivell inicial o amateur com de professionalització, l'abaratiment dels instruments per a un ús no professional, i l'increment i la millora d'accessibilitat a les edicions d'aquesta música. També hi ha contribuït el fet que, atès que sempre fou un instrument més per a aficionats que no pas per a professionals, en general és un repertori que demana més musicalitat que no pas virtuosisme
Paral·lelament han sorgit nombroses societats que tenen per objectiu principal la recuperació i difusió dels diferents aspectes de l'instrument. La més antiga és The Viola da Gamba Society Arxivat 2008-12-29 a Wayback Machine., creada al Regne Unit l'any 1948 i que compta amb socis arreu del món. Aquesta va ser model per a moltes altres de posteriors.
El professor José Vázquez de la Universitat de Viena ha creta una col·lecció que conté més de 50 violes d'arc històriques en condicions de poder ser utilitzades. A través de la  Arxivat 2008-07-26 a Wayback Machine. Orpheon Foundation Museum of Historical Instruments els fan sonar l'Orpheon Baroque Orchestra, l'Orpheon consort o diferents solistes als quals es presten. Igualment es posen a disposició de constructors i investigadors, i es poden veure en exposicions temporals  Arxivat 2007-12-30 a Wayback Machine..
El film Tous les matins du monde, (Tots els matins del món), d'Alan Corneau, basat en les vides de Monsieur de Sainte-Colombe i de Marin Marais, va representar una empenta enorme al coneixement massiu de l'instrument i va aportar nous públics a aquesta música. La banda sonora va ser encarregada a Jordi Savall que hi toca, hi dirigeix i signa algun dels temes.
El panorama de la viola d'arc als segles xx i XXI s'ha normalitzat plenament quan els compositors també han produït noves creacions per a aquest instrument. En part ho ha afavorit el fet que nombrosos solistes i grups hagin encarregat obres a diversos compositors (mentre altres han continuat limitant la seva interpretació al repertori històric). El grup Fretwork ha estat especialment actiu en aquest sentit encarregant obres per a conjunt de violes a George Benjamin, Michael Nyman, Elvis Costello, Sir John Tavener, Orlando Gough, John Woolrich, Tan Dun, Alexander Goehr, Fabrice Fitch, Andrew Keeling, Thea Musgrave, Sally Beamish, Peter Sculthorpe, Gavin Bryars, Barrington Pheloung, Simon Bainbridge, Duncan Druce, Poul Ruders, Ivan Moody, i Barry Guy. Moltes d'aquestes composicions es poden sentir al seu CD Sit Fast de l'any 1997. Per la seva banda, el New York Consort of Viols ha fet encàrrecs a Bülent Arel, David Loeb, Daniel Pinkham, Tison Street, Frank Russo, Seymour Barab, William Presser, i Will Ayton; moltes d'aquestes obres apareixen al CD de l'any 1993 titulat Illicita Cosa.

## Tractats

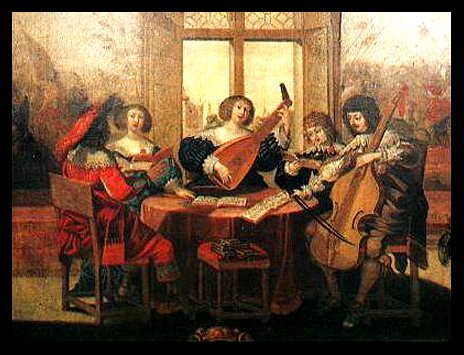
Quadre d'Abraham Bosse, 'Societat musical, França,
c. 1635. El quadre representa una situació d'interpretació musical en família, domèstica, en què intervenen un llaüt, un baix de viola i cantants amb les particel·les escampades sobre la taula (i no pas en faristols) com era habitual a l'època.

Es troben representacions i il·lustracions de violes d'arc en molt tractats de principis del segle xvi entre els quals els de:
- Sebastian Virdung: Musica getutsch, 1511.
- Hans Judenkunig: Ain schone kunstliche Vunderwaisung, 1523.
- Martin Agricola: Musica instrumentalis deutsch, 1528.
- Hans Gerle: Musica Teusch (or Teutsch), 1532. D'aquests dos darrers se'n van fer diverses edicions.

Es van escriure molts tractats de gran importància dedicats a la viola d'arc o amb referències a aquest instrument. El primer va ser el de Silvestro Ganassi: Regola Rubertina & Lettione Seconda (1542/3). Poc després Diego Ortiz publicà el seu Trattado de Glosas (Roma, 1553), un llibre de música de gran importància amb exemples de com ornamentar i fer disminucions sobre melodies preexistents amb la viola d'arc. A Anglaterra Christopher Simpson va poder fer dues edicions del seu tractat; la segona, del 1667 va ser en edició bilingüe, en anglès i en llatí. Conté un cert nombre de variacions –del tipus genuïnament anglès anomenat divisions- que constitueixen un repertori molt important per a aquest instrument. Una mica més tard, també a Anglaterra, Thomas Mace va escriure el seu Musick's Monument que tracta més aviat del llaüt, però també té una part important dedicada a la viola. En els darrers anys del segle van veure la llum alguns importants tractats francesos com els de Machy (1685), Rousseau (1687), Danoville (1687), and Loulie (1700) que mostren clarament un gran desenvolupament de les tècniques interpretatives.

## Popularitat

Henriette de France (1727-1752) tocant la viola d'arc (Jean-Marc Nattier)

La viola d'arc era un instrument plenament aristocràtic l'estudi del qual formava part de l'educació artística de la noblesa, igual que el llaüt, el clavecí o el cant. Així es troba, per exemple a Il libro del Cortegiano que Baldassare Castiglione publicà l'any 1528: ‘'La música no és pas simplement un divertiment per al cortesà, sinó una necessitat. S'hauria de practicar en presència de dames perquè predisposa l'individu a tota mena de pensaments... I la música per a quatre violes és molt encantadora, perquè és delicada i enginyosa. D'acord amb aquesta línia de pensament, prínceps renaixentistes amants de les arts com Francesc I de França (†1547) o Enric VIII d'Anglaterra (†1547) van portar als seus respectius països no sols els més grans pintors, escultors i pensadors d'Itàlia sinó també alguns dels compositors i intèrprets de més renom. En una època en què el neoplatonisme era present en l'esperit de tots, en què els versos de Petrarca i d'Ariosto estaven en boca de tots, la viola d'arc era a la falda i a les mans de tothom.
Seguint el model imposat per l'alta noblesa, probablement la viola d'arc va arribar a ser l'instrument més popular arreu de l'Europa occidental i central; en tot cas, només el llaüt és possible que li fes ombra en alguns moments i llocs. Mentre que els violins eren instruments tocats per professionals i, per tant, per persones que es guanyaven la vida amb la música, la viola d'arc era l'instrument dels que feien música per plaer, l'instrument dels aristòcrates, de la noblesa. Això, alhora, esperonava el luxe en la construcció d'aquests instruments. La majoria de cases i famílies benestants disposaven del seu conjunt de violes que podia incloure més o menys mides de l'instrument i que fins i tot podia comptar amb diversos exemplars de la mateixa mida o model. Amb aquests conjunts –anomenats consorts a Anglaterra-, en l'àmbit domèstic o cortesà s'interpretava música de conjunt, ja fos música vocal o composicions específicament escrites per a conjunts de violes. Aquesta música va ser especialment popular a Anglaterra durant el regnat d'Elisabet I amb compositors de la talla i el ressò de William Byrd o John Dowland, i en el del rei Carles I, en què destaquen John Jenkins i William Lawes. La darrera música escrita per a conjunt de violes abans de la moderna revifalla de l'instrument en el segle xx van ser les fantasies de Henry Purcell.
Potser fins i tot més populars que els conjunts de violes van ser els anomenats, a Anglaterra, broken consorts que combinaven instruments de diversos tipus, habitualment violes, flautes de bec, llaüts i/o altres instruments de corda polsada (citerna, orfarion, etc.), virginal (o espineta o clavecí) però també altres menys freqüents com flauta travessera, cromorns, etc. a més de cantants, segons el que estigués disponible en cada moments. D'entre tots aquests, però, els més habituals eren el baix de viola i el llaüt, per ser els que gaudien de més popularitat i, per tant, era més fàcil trobar un instrumentista a punt.